# Кремень, Анатолий Степанович
Анатолий Степанович Кремень (8 марта 1929, деревня Любин — 17 января 2021) — машинист экскаватора управления механизации № 141 треста № 16 «Нефтестрой» Министерства строительства Белорусской ССР, гор. Новополоцк. Герой Социалистического Труда (1964). Заслуженный строитель Белорусской ССР (1963).

## Биография
Родился в 1929 году в крестьянской семье в деревне Любин (сегодня — Пуховичский район Минской области). До начала Великой Отечественной войны окончил четыре класса начальной школы.
Летом 1944 года поступил в школу ФЗО, по окончании которой с 1946 года трудился машинистом экскаватора на различных стройках при восстановлении Минска. С 1953 года работал в Витебском строительном тресте № 9. С 1958 года по комсомольской путёвке отправился на строительство Новополоцкого нефтеперерабатывающего завода. Трудился экскаваторщиком строительного треста № 16 объединения «Нефтестрой». Окончил Новополоцкий нефтяной техникум.
Указом Президиума Верховного Совета СССР от 15 февраля 1964 года за высокие производственные показатели в строительстве Гродненского азотно-тукового завода, 1-го Солигорского калийного комбината и Новополоцкого нефтеперерабатывающего завода удостоен звания Героя Социалистического Труда с вручением ордена Ленина и золотой медали «Серп и Молот».
С 1969 года — механик участка малой механизации треста № 16. Окончил Высшую партийную школу при ЦК КПСС.
Кандидат в члены ЦК КПСС (1966—1971).

## Награды и звания
- Почётный гражданин Новополоцка.

## Память
- Памятная плита в мемориальном комплексе «Первая палатка» в Новополоцке Герою А. Кремню (2024).